# Сайранов, Садык Уильданович
Садык Уильданович Сайра́нов (15 мая 1917, Сыртланово, Уфимская губерния — 21 октября 1976, Ишимбай, Башкирская АССР) — Герой Советского Союза (присвоено 24 марта 1945 года). Участник боёв на реке Халхин-Гол в 1939 году и Великой Отечественной войны.

## Биография
Родился 15 мая 1917 деревня Сыртланово (ныне — Мелеузовского района Башкортостана). Татарин.
С 1937 работал в колхозе «Урал» Мелеузовского района. В Красной Армии в 1938—40 и с 1941.
В 1939 воевал на р. Халхин-Гол.
Гвардии лейтенант Садык Сайранов воевал на Центральном, III Белорусском фронте, сражался под Москвой, на Орловско-Курской дуге, освобождал Оршу и Витебск, форсировал Неман.

### Подвиг
14 июля 1944 года форсировал реку Неман севернее деревни Мяркине Варенского района Литовской ССР, захватил и удержал плацдарм до подхода подкрепления.
Указом Президиума Верховного Совета СССР от 24 марта 1945 года за образцовое выполнение боевых заданий командования и проявленные при этом геройство и мужество гвардии лейтенанту Сайранову Садыку Уильдановичу присвоено звание Героя Советского Союза с вручением ордена Ленина и медали «Золотая Звезда» (№ 7325).
Из наградного листа С. У. Сайранова:

…Вместе с личным составом переправил своими средствами на западный берег реки боеприпасы и два станковых пулемёта, которые прикрепил на одном бревне и переправлял вплавь. Переправившись на правый берег, выбрал выгодный рубеж и закрепился. Вскоре противник превосходящими силами перешёл в контратаку на позиции стрелкового батальона.
Тов. Сайранов своей ротой с левого фланга, смелым и решительным манёвром зашёл противнику в глубокий тыл и с криками «Ура!» ринулся на немцев, навязав рукопашный бой, противник оказался в окружении, возникла паника.
Своим дерзким поступком тов. Сайранов сорвал контратаку противника, заставил его панически бежать, уничтожив при этом 35 немецких солдат. Контратака была отбита, занятый рубеж прочно удержан.
Тов. Сайранов своей ротой обеспечил прикрытие переправы батальона, что способствовало быстрейшему форсированию реки Неман…

Награждён орденом Ленина, медалями.
После демобилизации жил и работал в Ишимбае. Умер 21 октября 1976 года в Ишимбае и похоронен на городском кладбище.

## Память
Бюст Героя установлен на территории мемориального комплекса «Аллея героев» в городе Ишимбае. На могиле установлена стела. На доме 56 на Советской улице, где он жил, установлена мемориальная доска.
В городе Мелеуз в Парке Славы, Садыку Сайранову установлен мемориал.
На малой Родине, в деревне Сыртланово Мелеузовского района, Садыку Сайранову открыты памятник и музей.
Вдова Героя, заслуженная артистка Республики Башкортостан Сарвар Сайрановна, на открытии памятника сказала:
— Мне казалось, что не хватит слез, чтобы вновь пережить боль утраты, но сердце радовало то, что Герой и его подвиг не забыты временем и людьми. Сколько замечательных и искренних слов в его адрес было сказано в этот день. Это счастье, что в наше тяжелое и нестабильное время нашлись энтузиасты, сделавшие все, чтобы Сайранов, пусть в камне, но вернулся в родную деревню.
Амир Гильманов:

моя память о Садыке Уилдановиче отмечает главные черты его характера: скромность, умение достойно держаться в общении с разными людьми в любой обстановке, умение слушать собеседника или оппонента, неподдельная искренность и простота в общении, и, наконец, наиглавнейшая из них — доброта и человеколюбие, искреннее проявление не показушной любви к близким.— подметки.рф/news/article?id=1007